# Campeonato Nacional de Fútbol 1971
Il Campeonato Nacional de Fútbol 1971 è stata la 13ª edizione della massima serie del campionato di calcio dell'Ecuador ed è stata vinta dal Barcelona. È stata anche l'ultima edizione del Campeonato Nacional de Fútbol: dalla stagione successiva il campionato assunse la denominazione "Serie A".

## Formula
La prima fase si svolge in due gironi: le prime 4 classificate di ognuno si disputano la vittoria del titolo, mentre le ultime 4 vengono inserite in un girone per la retrocessione, da cui vengono selezionate 6 squadre; altre 2 sono prese dalle ultime due posizioni del girone per il titolo.

## Prima fase

### Gruppo A
|  | Pos. | Squadra           | Pt | G  | V | N | P  | GF | GS | DR  |
|  | ---- | ----------------- | -- | -- | - | - | -- | -- | -- | --- |
|  | 1.   | Emelec            | 21 | 14 | 8 | 5 | 1  | 30 | 12 | +18 |
|  | 2.   | El Nacional       | 19 | 14 | 8 | 3 | 3  | 27 | 15 | +12 |
|  | 3.   | Deportivo Cuenca  | 18 | 14 | 7 | 4 | 3  | 21 | 16 | +5  |
|  | 4.   | América de Quito  | 17 | 14 | 7 | 3 | 4  | 24 | 19 | +5  |
|  | 5.   | Politécnico       | 12 | 14 | 3 | 6 | 5  | 20 | 19 | +1  |
|  | 5.   | Macará            | 12 | 14 | 4 | 4 | 6  | 22 | 24 | -2  |
|  | 5.   | Juventud Italiana | 12 | 14 | 3 | 6 | 5  | 17 | 26 | -9  |
|  | 8.   | Norte América     | 1  | 14 | 0 | 1 | 13 | 9  | 40 | -31 |

### Gruppo B
|  | Pos. | Squadra              | Pt | G  | V | N | P  | GF | GS | DR  |
|  | ---- | -------------------- | -- | -- | - | - | -- | -- | -- | --- |
|  | 1.   | Universidad Católica | 21 | 14 | 8 | 3 | 3  | 28 | 13 | +15 |
|  | 2.   | LDU Quito            | 17 | 14 | 6 | 5 | 3  | 23 | 14 | +9  |
|  | 2.   | Barcelona SC         | 17 | 14 | 7 | 3 | 4  | 21 | 14 | +7  |
|  | 4.   | LDU Portoviejo       | 16 | 14 | 4 | 8 | 2  | 25 | 19 | +6  |
|  | 5.   | Deportivo Quito      | 13 | 14 | 5 | 3 | 6  | 22 | 25 | -3  |
|  | 5.   | CSD Brasil           | 13 | 14 | 5 | 3 | 6  | 10 | 22 | -12 |
|  | 7.   | Nueve de Octubre     | 12 | 14 | 5 | 2 | 7  | 19 | 26 | -7  |
|  | 8.   | Olmedo               | 5  | 14 | 1 | 3 | 10 | 8  | 23 | -15 |

## Fase finale

### Girone per il titolo (Liguilla Final)
|                    | Pos. | Squadra              | Pt | G  | V | N | P | GF | GS | DR  |
| ------------------ | ---- | -------------------- | -- | -- | - | - | - | -- | -- | --- |
| Ecuador (bandiera) | 1.   | Barcelona SC         | 18 | 14 | 6 | 6 | 2 | 20 | 13 | +7  |
|                    | 2.   | América de Quito     | 17 | 14 | 4 | 9 | 1 | 18 | 11 | +7  |
|                    | 3.   | Emelec               | 15 | 14 | 4 | 7 | 3 | 12 | 9  | +3  |
|                    | 3.   | El Nacional          | 15 | 14 | 5 | 5 | 4 | 18 | 17 | +1  |
|                    | 5.   | Universidad Católica | 13 | 14 | 4 | 5 | 5 | 17 | 17 | 0   |
|                    | 5.   | LDU Quito            | 13 | 14 | 4 | 5 | 5 | 13 | 14 | -1  |
|                    | 5.   | Deportivo Cuenca     | 13 | 14 | 2 | 9 | 3 | 8  | 12 | -4  |
|                    | 6.   | LDU Portoviejo       | 8  | 14 | 2 | 4 | 8 | 14 | 27 | -13 |

### Girone per la retrocessione (Liguilla de no descenso)
|  | Pos. | Squadra           | Pt | G  | V | N | P | GF | GS | DR  |
|  | ---- | ----------------- | -- | -- | - | - | - | -- | -- | --- |
|  | 1.   | Macará            | 18 | 14 | 7 | 4 | 3 | 23 | 12 | +11 |
|  | 2.   | Olmedo            | 17 | 14 | 6 | 5 | 3 | 24 | 17 | +7  |
|  | 2.   | Nueve de Octubre  | 17 | 14 | 7 | 3 | 4 | 23 | 18 | +5  |
|  | 4.   | Deportivo Quito   | 16 | 14 | 6 | 4 | 4 | 25 | 16 | +9  |
|  | 5.   | Politécnico       | 13 | 14 | 5 | 3 | 6 | 29 | 27 | +2  |
|  | 5.   | Juventud Italiana | 13 | 14 | 4 | 5 | 5 | 18 | 26 | -8  |
|  | 7.   | Norte América     | 12 | 14 | 5 | 2 | 7 | 14 | 22 | -8  |
|  | 8.   | CSD Brasil        | 6  | 14 | 1 | 4 | 9 | 10 | 28 | -18 |

## Verdetti
- Barcelona campione nazionale
- Barcelona e América in Coppa Libertadores 1972
- Deportivo Cuenca, LDU Portoviejo, 9 de Octubre, Deportivo Quito, Politécnico, Juventud Italiana, Norte América e Brasil retrocessi.

## Classifica marcatori
| Gol |  |  | Giocatore               | Squadra          |
| --- |  |  | ----------------------- | ---------------- |
| 18  |  |  | Alfonso Obregón Allende | LDU Portoviejo   |
| 16  |  |  | Migdonio Aguirre        | América de Quito |
| 13  |  |  | Patricio Peñaherrera    | El Nacional      |
| 13  |  |  | Alberto Spencer         | Barcelona SC     |
| 12  |  |  | Alberto Cabaleiro       | Emelec           |
| 12  |  |  | Félix Lasso             | Emelec           |
| 12  |  |  | Carlos Ríos             | LDU Quito        |